# Crédit Industriel et Commercial

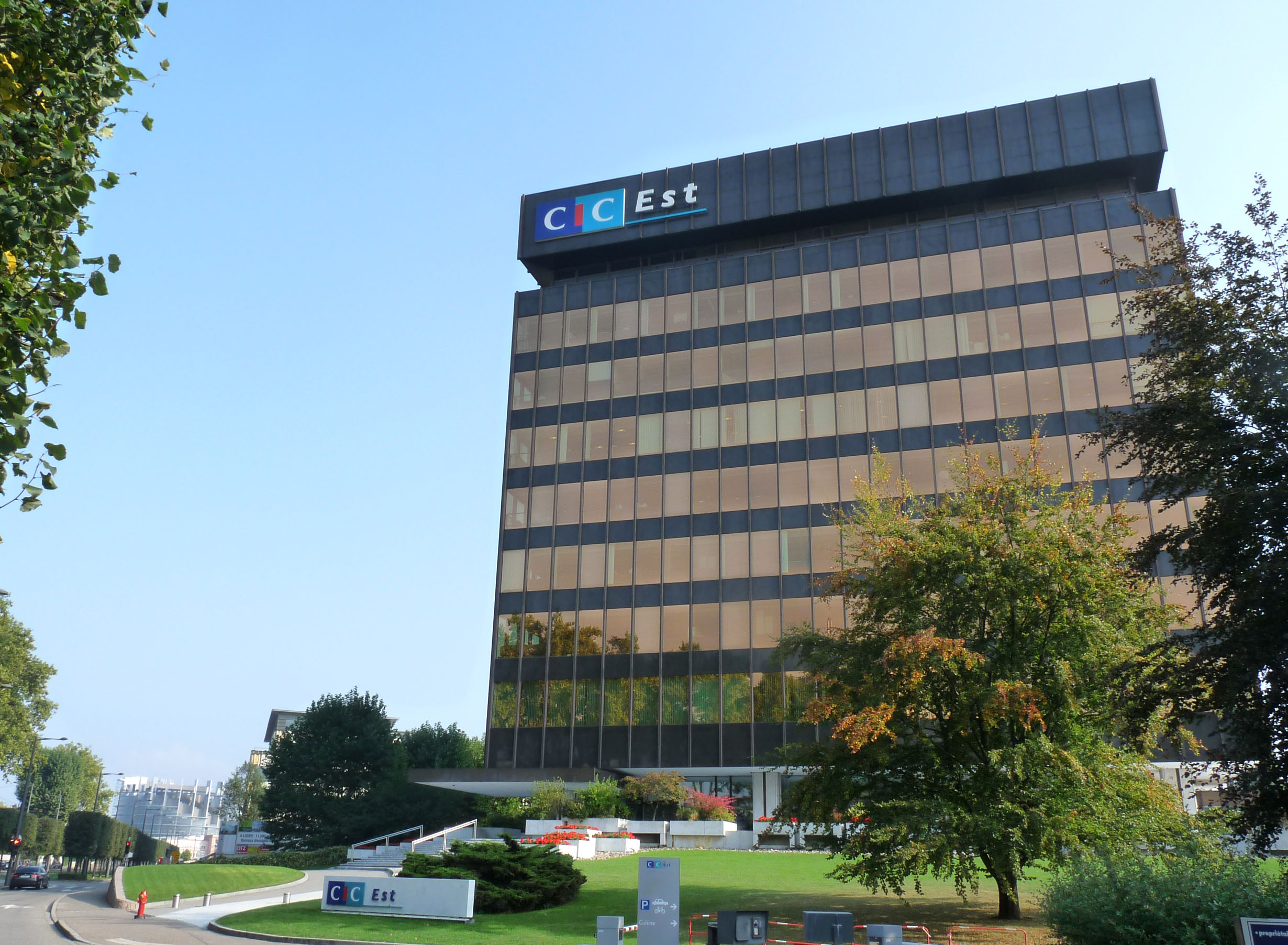
Штаб-квартира дочернего банка CIC Est в Страсбурге

Crédit Industriel et Commercial (CIC) — французская банковская организация, входящая в состав Crédit Mutuel (пятой по величине активов банковской группы после BNP Paribas, Crédit Agricole, Société Générale и Groupe BPCE). Банк основан в 1859 году, CIC контролирует пять региональных банков (базируются в Страсбурге, Нанте, Лилле, Лионе и Бордо), парижский дочерний Banque Transatlantique, более 1,8 тыс. отделений во Франции, три отделения в Лондоне, Нью-Йорке и Сингапуре, а также 36 иностранных представительств и дочерние структуры в Люксембурге, Швейцарии, Бельгии, Италии, Канаде, Гонконге, Кот-д’Ивуаре, Марокко и Тунисе.
Основные сферы деятельности Crédit Industriel et Commercial — обслуживание физических и корпоративных клиентов, страховые услуги, факторинг, управление недвижимым имуществом, пенсионными и инвестиционными фондами, консалтинг.

## История
Банк был основан в 1859 году с согласия императора Наполеона III под названием Société générale de Crédit industriel et commercial (нынешнее название носит с 1953 года) и с первых лет существования активно работал с английскими предпринимателями в сфере финансирования строительства французских железных дорог. В 1863 году CIC принимает участие в создании Banque de crédit italien, в 1864 году — Société marseillaise de Crédit industriel et commercial et de dépôts, в 1865 году — Société lyonnaise de dépôts, de comptes courants et de crédit industriel, в 1866 году — Société de crédit industriel et de dépôt du Nord (с 1871 года — Crédit du Nord), в 1879 году — Société stéphanoise de dépôt, de comptes courants et de crédit industriel, в 1880 году — Société bordelaise de Crédit industriel et commercial et de dépôt, в 1881 году — Société nancéienne de Crédit industriel et de dépôt. В 1890-х годах CIC открывает филиал в Лондоне и способствует созданию нескольких банков в Румынии и Испании, затем входит в капитал банков Dupont и Scalbert, в 1924 году поглощает Société normande de banque et de dépôt de Caen, в 1926 году — Crédit havrais, вскоре — Crédit nantais, Crédit de l'ouest d'Angers и Banque régionale de l'ouest de Blois, в 1931 году — Banque d'Alsace et de Lorraine du financier Oustric. 
После финансового кризиса 1930 года большинство дочерних банков CIC интегрируются в структуру группы. В 1941 году CIC устанавливает контроль над Banque transatlantique и двумя его филиалами (Banque commerciale du Maroc и Banque de Tunisie), в 1943 году — над банком Journel et Cie de Saint-Quentin. В 1966 году контроль над Crédit Industriel et Commercial попытался установить Banque de Paris et des Pays-Bas, с 1968 года CIC входил в состав финансово-промышленной группы Suez, являясь крупнейшей частной группой депозитных банков Франции, пока в феврале 1982 года не был национализирован. В 1984 году банк был разделён на две части: CIC Union européenne и Cie et Compagnie financière de CIC (последняя в 1987 году берёт на себя 100% капитала региональных банков). В 1986 году группа Crédit Industriel et Commercial по объёму активов занимала шестое место во Франции и 79-е — в мире, почти 40 % её активов были выражены в иностранной валюте.
В 1990 году Union européenne de CIC слился с Banque de l'Union européenne, став холдинговой компанией группы CIC, в 1997 году он был приватизирован и в 1998 году поглощён страсбургским Banque fédérative Crédit mutuel (в результате слияния образовалась финансовая группа Crédit mutuel-CIC). В 1999 году Union européenne de CIC объединился с CIC de Paris, вновь образовав единую группу Crédit industriel et commercial. 11 августа 2017 года акции CIC были сняты с листинга биржи Euronext в связи с полным поглощением группой Crédit Mutuel Alliance Fédérale.

## Деятельность

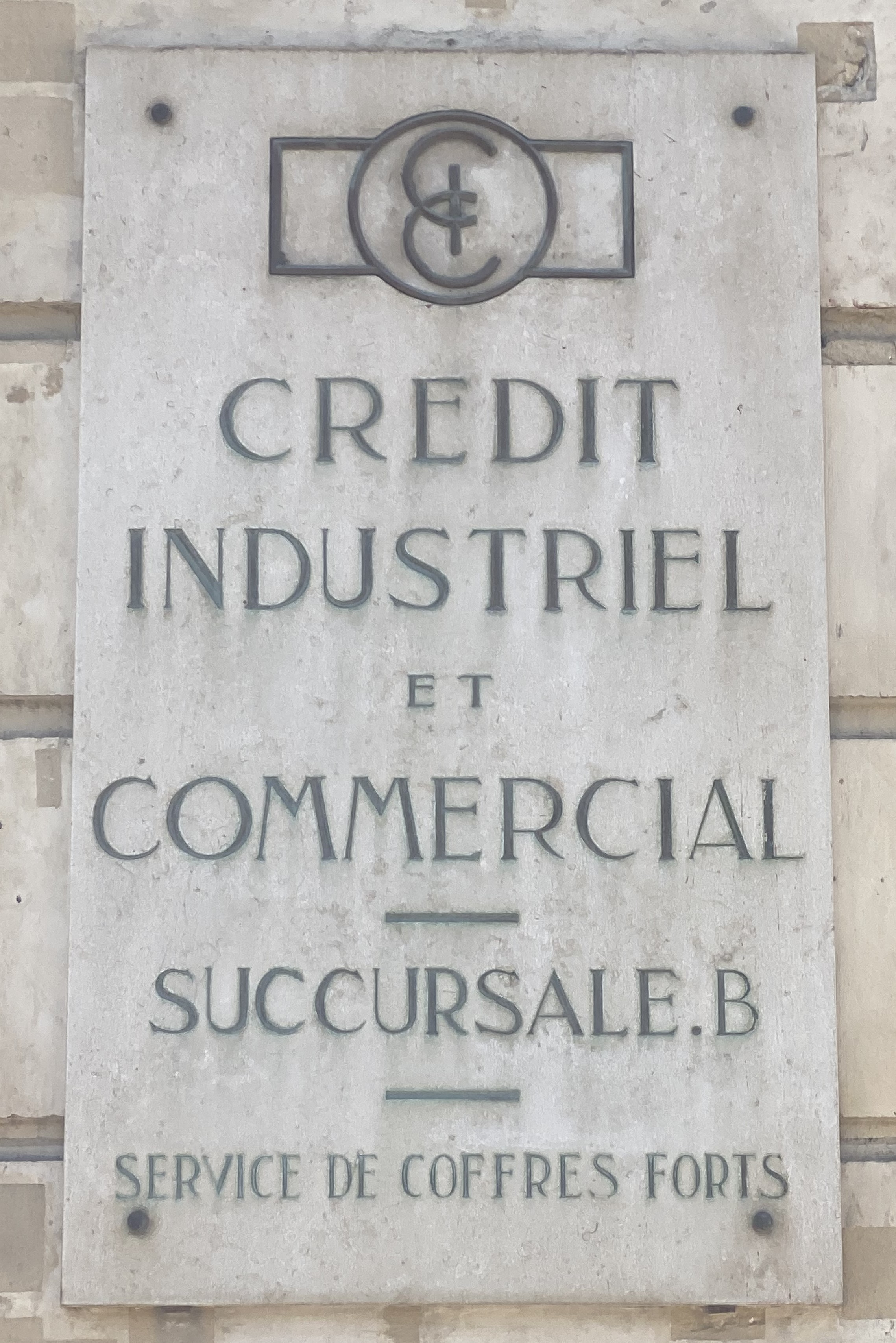
Отделение CIC на площади Побед (Париж)

Сеть CIC работает отдельно от сети Crédit Mutuel и насчитывает 1837 отделений во Франции, 5 отделений и 37 представительств за рубежом, обслуживает 5,4 млн клиентов. Активы на конец 2020 года составили 354 млрд евро (около трети активов группы Crédit Mutuel), из них 209 млрд пришлось на выданные кредиты, принятые депозиты составили 214 млрд евро. Основным направлением деятельности является розничный банкинг (70 %) выручки, а также частный банкинг через три дочерние компании (Banque Transatlantique Group, Banque de Luxembourg и CIC Suisse), страхование (Groupe des Assurances du Crédit Mutuel), управление активами.
Из выручки 5,14 млрд евро в 2020 году 4,37 млрд пришлось на Францию, другими регионами деятельности в порядке убывания значимости являются Люксембург, Швейцария, США, Сингапур, Великобритания, Бельгия, Канада, Гонконг, Германия, Монако, Испания, Нидерланды.
По состоянию на 2012 год выручка составляла более 16 млрд долл., прибыль — 1,5 млрд долл., активы — 323,7 млрд долл., число сотрудников — 20,6 тыс. человек.